# Władimir Kotyriew
Władimir Dmitrijewicz Kotyriew, ros. Владимир Дмитриевич Котырев (ur. 17 lipca 1931 w Archangielsku, zm. 14 grudnia 2003 w Puszkinskich Gorach) – radziecki kajakarz.
Kajakarstwo uprawiał od 1950 roku. W latach 1951–1960 członek kadry narodowej ZSRR. W 1952 wystartował w zawodach jedynek na igrzyskach olimpijskich, zajmując 8. miejsce z czasem 5:24,5 s.
Mistrz ZSRR w jedynkach z lat 1951, 1953 i 1954 oraz w dwójkach z 1955. Reprezentant klubu Wodnik Archangielsk.
W 1959 ukończył Państwowy Uniwersytet Kultury Fizycznej, Sportu i Zdrowia im. P.F. Lesgafta w Petersburgu.
Po zakończeniu kariery pracował jako nauczyciel w Wołgogradzkim Instytucie Wychowania Fizycznego. W latach 1978–1987 był dyrektorem Pskowskiej Szkoły Sportowej dla Dzieci i Młodzieży.